# Sasha Obama
Pour les articles homonymes, voir Obama (homonymie).
Sasha Obama, de son vrai nom Natasha Obama, née le 10 juin 2001 à Chicago (Illinois), est la fille cadette du 44e président des États-Unis Barack Obama et de Michelle Robinson-Obama,,.

## Biographie

### Jeunesse

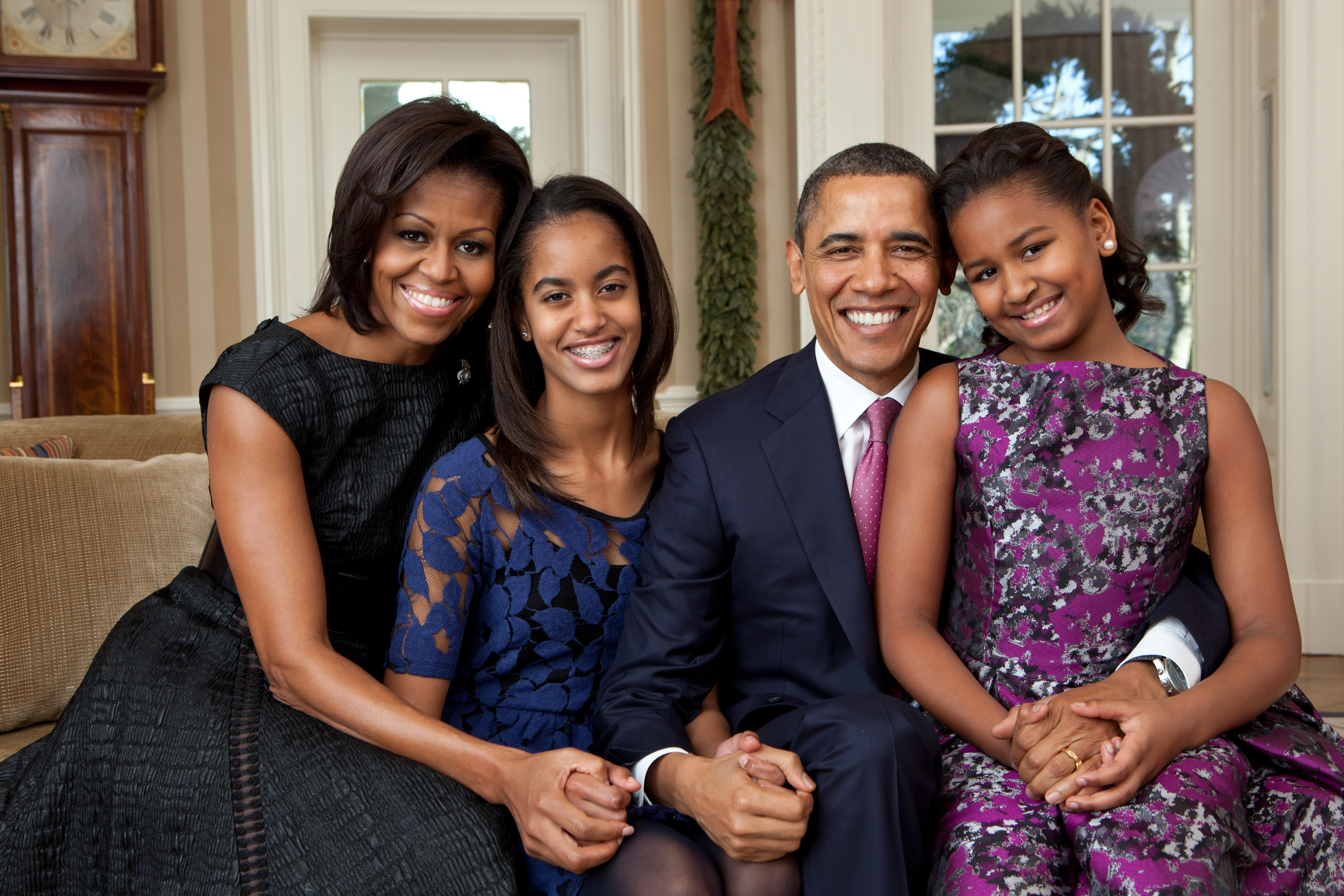
Portrait de la famille Obama par dans le Bureau ovale en 2011.

Natasha Obama, dite Sasha Obama, est née à Chicago en Illinois. Elle est la sœur cadette de Malia Obama. Ses parents l'inscrivent en scolarité primaire à l'University of Chicago Laboratory Schools, une école de pédagogie affiliée à l'Université de Chicago, où elle est élève jusqu'à l'élection de son père à la présidence des États-Unis. Elle étudie ensuite à la Sidwell Friends School (en) de 2009 à 2019, puis à l'université du Michigan et sort diplômée en 2023 de l'Université de Californie du Sud.

## Dans la fiction
- Dans la série télévisée The First Lady (2022), son rôle est interprété par Saniyya Sidney (en).